# João Fernandes Lavrador
João Fernandes (1453-1501), conocido como João Fernandes Lavrador (que en portugués, significa «terrateniente») fue un navegante  portugués de finales del siglo XV, conocido porque se cree que fue el primer explorador occidental conocido que cartografió las costas del noreste de América del Norte, incluida la península del Labrador, que ahora lleva su nombre.

## Expediciones
Se cree que fue Fernandes, junto con Pêro de Barcelos, quien avistó en primer lugar lo que hoy es conocido como Labrador en 1498. Fernandes cartografió las costas del suroeste de Groenlandia y las adyacentes del nordeste de Norteamérica en ese año 1498 y dio noticias de ello en Europa. Se cree que esas áreas fueron llamadas isla del Labrador  y tierra del Labrador, respectivamente, en su honor. A Fernandes le fueron otorgadas muchas de las tierras que había descubierto y se le considera por ello el primer terrateniente europeo en Labrador. A causa de esto, a menudo se añade a su nombre la palabra Lavrador , que significa «terrateniente» en portugués.
A su regreso de Groenlandia se embarcó hacia Bristol y recibió una patente del rey Enrique VII de Inglaterra; en 1501 Fernandes zarpó de nuevo en el descubrimiento de tierras en el nombre de Inglaterra. Nunca se supo más de él.